# Kiowa megye (Oklahoma)
Kiowa megye az Amerikai Egyesült Államokban, azon belül Oklahoma államban található. Megyeszékhelye és legnagyobb városa Hobart. Lakosainak száma 8509 fő (2020. április 1.). Kiowa megye Washita, Tillman, Caddo, Comanche, Jackson, Greer és Beckham megyékkel határos.

## Népesség
A megye népességének változása:
| Lakosok száma | 9430 | 9405 | 9326 | 9341 | 9144 | 8509 |
|               | 2010 | 2011 | 2012 | 2013 | 2015 | 2020 |